# Philinos de Cos (athlète)
Pour les articles homonymes, voir Philinos.
Philinos de Cos (grec ancien : Φιλῖνος Κῶος) est un sportif de la Grèce antique originaire de Cos vainqueur à de nombreuses reprises lors des concours pentétériques.
Philinos est le fils d'Hégépolis,. Théocrite évoque dans sa deuxième Idylle sa vitesse,. Même si le poète est aussi originaire de l'île de Cos, le compliment ne semble pas avoir été une exagération.
Philinos remporta vingt-quatre victoires dans les concours pentétériques,, : cinq aux Jeux olympiques (doublé stadion d'une longueur d'un stade (environ 192 m) et diaulos d'une longueur de deux stades (environ 384 m) en 264 et 260 et encore le díaulos en 256 av. J.-C.) ; onze victoires aux jeux isthmiques ; quatre aux jeux pythiques et quatre aux jeux néméens,,,.

## Sources
- (en) Paul Christesen, Olympic Victor Lists and Ancient Greek History, New York, Cambridge University Press, 2007, 580 p. (ISBN 978-0-521-86634-7).
- Eusèbe de Césarée, Chronique, Livre I, 70-82. Lire en ligne.
- (en) Mark Golden, Sport in the Ancient World from A to Z, Londres, Routledge, 2004, 184 p. (ISBN 0-415-24881-7).
- (en) David Matz, Greek and Roman Sport : A Dictionnary of Athletes and Events from the Eighth Century B. C. to the Third Century A. D., Jefferson et Londres, McFarland & Company, 1991, 169 p. (ISBN 0-89950-558-9)
- (it) Luigi Moretti, « Olympionikai, i vincitori negli antichi agoni olimpici », Atti della Accademia Nazionale dei Lincei, vol. VIII,‎ 1959, p. 55-199.
- Pausanias, Description de la Grèce [détail des éditions] [lire en ligne] (VI, 17, 2).
- Théocrite, Idylle, II, 15.